# Cryptocheiridium philippinum
Espèce
Cryptocheiridium philippinum est une espèce de pseudoscorpions de la famille des Cheiridiidae.

## Distribution
Cette espèce est endémique de Luçon aux Philippines. Elle se rencontre dans la grotte Cueva Basilen à Pagbilao.

## Description
Cryptocheiridium philippinum mesure 0,75 mm.

## Étymologie
Son nom d'espèce lui a été donné en référence au lieu de sa découverte, les Philippines.

## Publication originale
- Beier, 1977 : Pseudoscorpione aus einer Höhle der Philippinen-Insel Pagbilao. Revue Suisse de Zoologie, vol. 84, p. 187-190 (texte intégral).